# 川口市立在家中学校
川口市立在家中学校（かわぐちしりつざいけちゅうがっこう）は、埼玉県川口市安行領在家にある公立中学校。

## 概要
川口市は公立学校選択制を取り入れているが、川口市教育委員会の方針によって2014年度の新入生より学区外からの通学でも自転車通学は禁止になった。

## 沿革
- 1984年4月1日 - 川口市立北中学校を分離して開校（川口市立芝東中学校から一部が移籍）[2][3]

## 教育目標
- 心身ともにたくましい生徒
- 自ら進んで学ぶ生徒
- 豊かな情操を培う生徒[4]

## 部活動

### 運動部
- 野球部
- 陸上競技部
- 剣道部
- サッカー部
- ソフトボール部
- 男女ソフトテニス部
- 男女バドミントン部
- 男子バスケットボール部
- 女子バスケットボール部
- 男女卓球部[5]

### 文化部
- 吹奏楽部
- 家庭科部
- 科学部
- 技術部
- 美術部[5]

## 著名な出身者
- 我妻悠香 - ソフトボール選手（東京オリンピック代表）
- 中村美樹 - ソフトボール選手

## 通学区域
- 安行領根岸 - 一部
- 安行領在家 - 一部
- 木曽呂 - 一部
- 北園町 - 一部
- 神戸 - 一部
- 在家町 - 全域
- 道合 - 一部
- 柳崎4丁目 - 全域
- 柳崎5丁目 - 全域
- 柳根町 - 一部[6]